# Tour de France de 1957
O Tour de France 1957 foi a 44º Volta a França, teve início no dia 27 de Junho e concluiu-se em 20 de Julho de 1957. A corrida foi composta por 22 etapas, no total mais de 4665 km, foram percorridos com uma média de 34,250 km/h.

## Resultadoss

### Classificação geral
| Pos | Nome             | País        | Equipa   | Tempo        |
| --- | ---------------- | ----------- | -------- | ------------ |
| 1   | Jacques Anquetil | França      | France   | 135h 44' 42" |
| 2   | Marcel Janssens  | Bélgica     | Belgique | 14' 56"      |
| 3   | Adolf Christian  | Áustria     | Suisse   | 17' 20"      |
| 4   | Jean Forestier   | França      | France   | 18' 02"      |
| 5   | Jesus Loroño     | ESP Espanha | Espagne  | 20' 17"      |